# 諸戸清六 (初代)
諸戸 清六（もろと せいろく、、1846年2月21日（弘化3年1月26日） - 1906年（明治39年）11月12日）は、日本の商人（米穀商）・林業家・実業家・慈善家。三重県の富豪・大地主。幼名は民治郎。族籍は三重県平民。氏は諸戸氏、家名は諸戸家。1886年海防費金2万円を献し、翌年従六位に叙せらる。

## 経歴

### 幼少期
伊勢国桑名郡木曽岬村（現在の三重県桑名郡木曽岬町）加路戸新田に生まれる。父・清九郎の長男。諸戸家は農業を営み、加路戸新田を開拓した旧家・大地主であったが、清六の父・清九郎が商売に失敗し、身代を潰した。1847年（弘化4年）、一家は住み慣れた地を離れ、米・塩・肥料の採取業をしながら各地を転々とする。やがて桑名の町に来て船馬町に小さな借家住まいをし、「加路戸屋」と称し、米搗き業の傍ら船宿を営んだ。

### 家督相続後

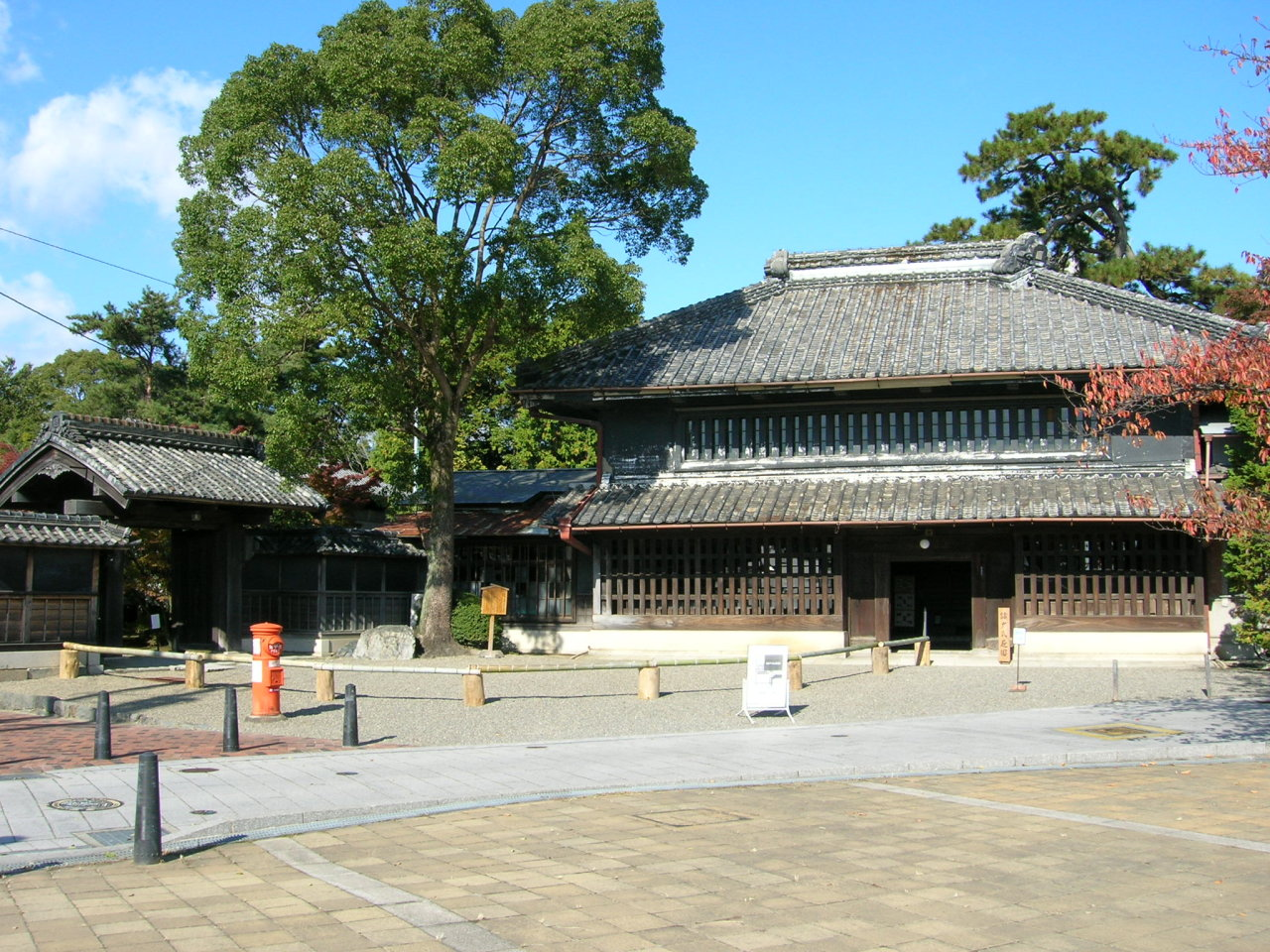
諸戸氏庭園

1860年（安政7年）に父が亡くなった。18歳で家督を継いだ清六が受け継いだものは「布団・衣類・道具と約20石積の船一隻、1000両を越える莫大な借金」であった。清六は父が残した負債を一身に担う。
清六は舟人となり、貨物を運漕する。また米穀仲買人になる。親戚某に請い、資金80両を借り受け、始めて米穀を桑名の市場に売る。
父の残した借金返済に奮闘の末、僅か3年で借金を完済。明治維新を商機として事業を拡大し、西南戦争における軍用御用（兵糧調達）での仕事ぶりで多くの政府要人や三菱財閥の創始者・岩崎弥太郎などの信頼を得て、1878年（明治11年）には大蔵省御用の米買付方となった。
1884年（明治17年）に山田家屋敷跡（現在の諸戸氏庭園）を購入。居を移した後は商売だけでなく水道敷設など公共の事業も行った。
1886年（明治19年）、海防費金2万円を献し、翌年9月特旨を以て従六位に叙せらる。
1904年(明治37年)、水に恵まれていなかった桑名市内に独力で水道の建設。諸戸水道完成。水道の水は、無償で提供された。(後述)
1906年（明治39年）11月12日、桑名町太一丸の邸に没す。享年61。

## 栄典
- 1887年（明治20年）9月21日 - 従六位[11]
- 1887年（明治20年）9月29日 - 金製黄綬褒章[12]

## 人となり
現在に伝わるエピソードは、時間を無駄にする事と、無駄金を使う事を極端に嫌っていた事を如実に示している。借金返済にあたって自ら定めた「心得二十カ条」では
- 熱き飯は食ふに手間取り時間を空費するゆえ、飯は一切冷飯にすること。
- 昼飯は一口に食し得る程の握り飯 二、三個を作りおき、其の場にて用向きの隙間に食すこと。
- 多忙の時は食せざること。一、二度の食事を省きて空腹を覚ゆるようにては金は儲らぬと知るべし。

などと記している。また、財を為した後でも「食事時には予め2杯の飯椀を用意しておかわりの時間を省いた」「人力車に飛び乗ると同時に走り出さないと不機嫌になった」などの話や、渋沢栄一が訪問した際に渋茶一杯しか出さなかったなどと言う逸話も残されている。
その一方で、治水事業の一環として荒れた山林を購入して植林を行ったり、学生への学費援助などを行った。また、水道を敷設して桑名の水事情を改善した。

## 諸戸水道
桑名郡桑名町の水道建設計画が財政上の理由で頓挫すると、1899年（明治32年）に自家用水道を敷設し、邸前の水槽に引き入れて町民に開放した。更に1904年（明治37年）には町内55ヶ所に給水栓を設置し、町民に無料で開放した。全国でも7番目に建設されたこの水道施設は、1924年（大正13年）に桑名町に寄贈され、1929年（昭和4年）まで使用された。

## 家族・親族
諸戸家
祖父

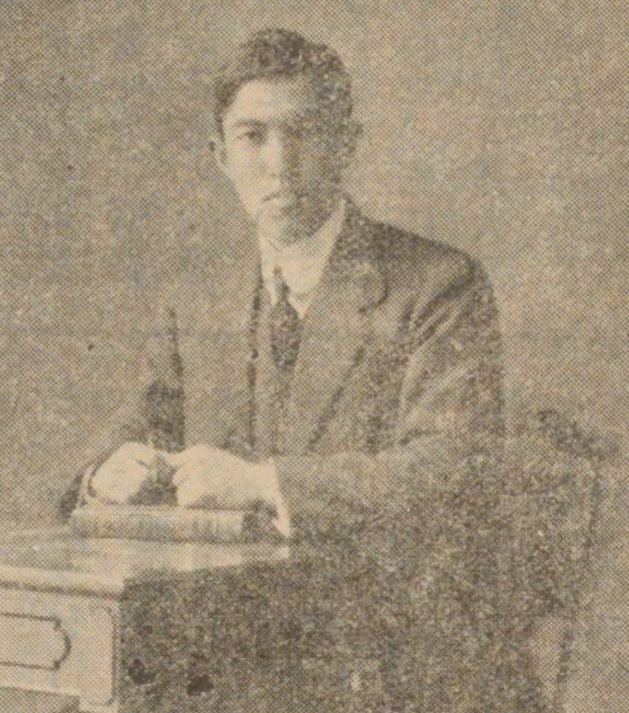
四男の2代目諸戸清六

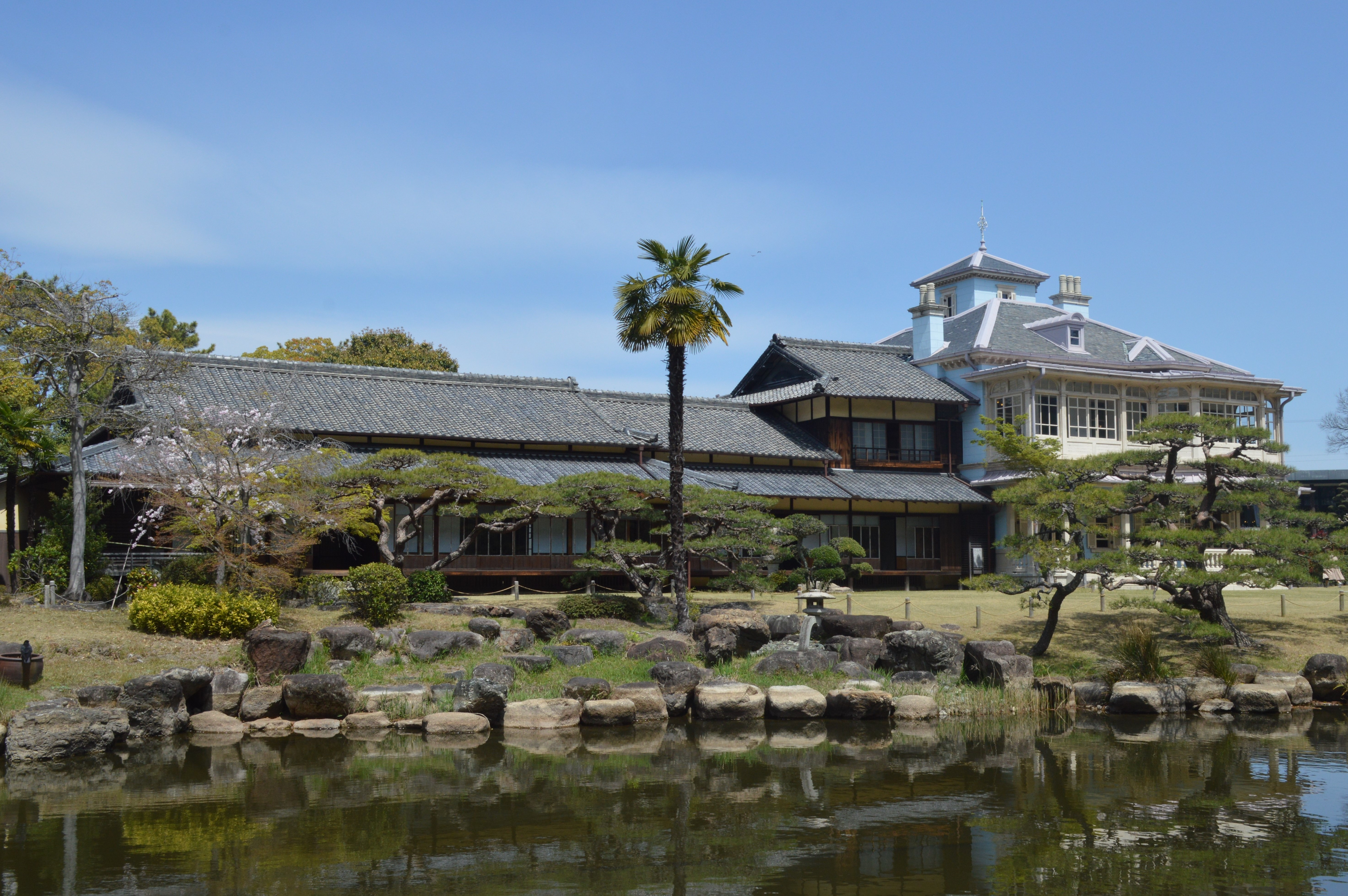
2代目諸戸清六が建てた六華苑

- 父方祖父・清太夫氏信 -（1776 - 1837/7/10）木曽岬町加路戸の大地主で、屋号は内海屋。彼の父までは、三百年続いた庄屋の諸戸清代七家である。
- 父方祖母・近子 - （1780 - 1861/9/6）三重県人、後藤覚左衛門長女。弟覚左衛門の子、覚左衛門には娘伊狭子（1815 - 1896/10/11）が嫁ぎ、三女として基子が生まれている。[14]
- 母方祖父・清吉氏忠 -（1777 - 1860/5/2）母みかの父。

父母
- 父・清九郎信一[6]（米塩肥料仲買[2]） - （1813 - 1860/1/27）塩の取引で失敗してしまい、旧家を潰してしまう。清九郎について『桑名郡人物志』に「商業を営みて利あらず、数奇困頓、家産を蕩尽して遂に逝く」と紹介されている。婿養子である。[3]。
- 母・みか -（1814 - 1886/3/3）家屋敷を失った後、桑名市で米取引を始める。船を操り商売を行い、家業を起動にのせるが、養子の失敗で多額の借金ができてしまう。

兄弟
- 後見人、養兄・清助（？ - 1863/8/19　始め生川藤助。四日市、生川藤八二男。）[5]
- 姉・伊豫子(1841 - ？、養兄清助妻)
- 姉・瀧子（1842 - 1858/6/13）
- 弟・清太郎（？ - 1863/10/13）

配偶者
- 妻・もと(基子　三重県人、後藤覚左衛門の三女、1852 - 1890/7/30)
- 妻・志賀（志賀子　岐阜県人、国島徳三郎の姉、1860/9/22 - 1944/7/24）

子孫
- 長女・たい (鯛子、多以子　1872 - 1897/1/23)- 諸戸三郎 - 諸戸脩三（アイシンAW会長）、諸戸靖史（八戸工業大学教授）
  - 虎吉、たい長男：三郎（アイシンAW会長諸戸脩三（1926 - ？）、諸戸靖史（1944 - 2004）の父）
- 二女・つね（恒子、常子　1874/11/22 - 1949/12/19、愛知県人、糟谷縫右衛門の弟糟谷貞吉の妻）
- 三女・蝶子 (？ - 1878/7/20、早世)
- 長男・民一郎 (？ - 1881/10/11、早世)
- 四女・梅子 (？ - 1887/5/9、早世)
- 二男・精太（1885/10/11 - 1931/10/2、諸戸精太商会、諸戸タオル各代表）
- 二男妻・とき（1893年1月 - 1959/9/26、愛知県人、森栄七の妹）
  - 精太長男・精文（1912/2/6 - 1998/1/4、諸戸タオル社長、岡崎治子（1939/5/25 - 、岡崎藤雄妻）、諸戸精孝（1942/8/7 - ）、岡崎和子（1945/11/7 - 、岡崎由雄妻）、諸戸精康（1949/1/20 - ）の父）
- 三男・七郎 (？ - 1887/9/13、早世)
- 四男・二代目清六（1888/7/24 - 1969/12/1、諸戸殖産社長）
- 四男妻・てる（照子　1893/9/1 - 1986/1/20、愛知県人高橋彦次郎二女）
  - 二代目清六長男・民和（民一、1914/5/30 - 1982/9/2、諸戸林産社長、諸戸正和（1943/8/20 - ）、中山清子（1944/11/28 - 、中山晃妻）、三宅弘子（1955/4/2 - 、三宅茂樹妻）の父）
  - 二代目清六二男・鉄男（1916/4/3 - 1989/8/23、東京海上火災保険常務、諸戸清郎（1949/3/15 - ）の父）
- 五女・ひさ（久子　1889/7/23 - ?、愛知県人高橋彦次郎の次男高橋正彦の妻）
  - ひさ長女・とし子（1912年7月 - 、岩崎三郎の妻、岩崎洋三（1936 - ）、中野佳子（1938/10/24 - 、中野正健の妻）、清水和慧（清水節郎の妻）の母）
  - ひさ長男・正義（1913年11月 - 、高橋正光（1939年2月 - ）、高橋克子（1941年12月 - ）の父）
  - ひさ三女・喜代子（1917年11月 - 、近藤信四郎の妻、近藤宏子（1940年7月 - ）、近藤良一（1942年7月 - ）、近藤鋼二（1943年11月 - ）、近藤郁子（1945年9月 - ）の母）
  - ひさ三男・正蔵（1918/12/15 - 2012/10/3、高橋正聿（1947年11月 - ）の父）
  - ひさ四男・守彦（1920年7月 - 、高橋彦六（1947/9/26 - ）、高橋正守（1949/3/8 - ）、高橋有智子（1962/2/17 - ）、高橋守種（1963/3/30 - ）の父）
  - ひさ四女・美津子（1922年9月 - 、岡野喜一郎の妻、岡野光喜（1945/2/5 - ）、岡野喜之助（1947/7/8 - 2016/7/13）、岡野喜平太（1949/5/18 - ）の母）
  - ひさ五女・喜久子（悦子　1924年10月 - 、津田守民の妻）
  - ひさ五男・重彦（1926/9/9 - ）
- 六女・とめ（留子　1890/7/30 - ?、三重人人木村誓太郎三男、木村敬義(木村平蔵の養子)の妻）
  - とめ長女・よし子（よし　1913年12月 - 、野崎寛三の妻）
  - とめ二女・ます子（1915年6月 - 、井染成夫の妻）
  - とめ長男・義民（1919/4/26 - 2003/2/3、医師、木村義信（1947/6/2 - ）、木村敬治（1952/4/4 - ）の父）
  - とめ三女・幸子（1923年10月 - ）
- 長女婿養子・虎吉（水谷定太郎の弟）
- 長女婿養子後妻・たみえ
  - 虎吉、たみえ息子・五郎

他親戚
- いとこ・清三 -父の妹がみかである。妻、むらとの間に林学者、諸戸北郎がいる。

## 脚註
1. 1 2  『商海英傑伝』第1篇29 - 32頁（国立国会図書館デジタルコレクション）。2020年3月5日閲覧。
2. 1 2 3 4 5  『極秘日本富豪の家憲』237 - 247頁（国立国会図書館デジタルコレクション）。2020年3月7日閲覧。
3. 1 2 3 4 5 6  『桑名郡人物志』164 - 166頁（国立国会図書館デジタルコレクション）。2021年2月5日閲覧。
4. 1 2  『無資奮闘成功家実歴 最新実業家立志編』73 - 79頁（国立国会図書館デジタルコレクション）。2020年3月5日閲覧。
5. 1 2 3 4  『日本現今人名辞典』も1頁（国立国会図書館デジタルコレクション）。2020年3月6日閲覧。
6. 1 2  『日本の地方財閥30家 知られざる経済名門』179 - 182、197頁。
7. ↑  『人事興信録 第6版』も4頁（国立国会図書館デジタルコレクション）。2020年3月6日閲覧。
8. 1 2  『大成功者出世の緒口』802 - 816頁（国立国会図書館デジタルコレクション）。2020年3月7日閲覧。
9. 1 2 3 4  初代諸戸清六について、諸戸氏庭園公式サイト。
10. ↑  『修養世渡り警句』55 - 59頁（国立国会図書館デジタルコレクション）。2020年3月5日閲覧。
11. ↑  『官報』第1278号「叙任及辞令」1887年9月30日。
12. ↑  『官報』第1278号「彙報 - 褒章」1887年9月30日。
13. ↑  “諸戸水道貯水池遺構”. 観光三重.   公益社団法人 三重県観光連盟. 2024年10月18日閲覧。
14. ↑  『諸戸家略系譜』